# Sima de los Huesos
La Sima de los Huesos designa una sima que contiene un yacimiento de hace 430 000 años, cuya riqueza en fósiles la convierte en la principal fuente de información de la paleoantropología de este periodo. La cueva está formada por una sala al fondo de un pozo de 14 metros, excavada por un antiguo río subterráneo en la Cueva Mayor de la sierra de Atapuerca (España), macizo clasificado como Patrimonio de la Humanidad. La Sima de los huesos despertó el interés por la sierra de Atapuerca tras el descubrimiento de una antigua mandíbula humana completa en 1976. Más tarde, en el lugar se hallaron una gran cantidad de fósiles que pertenecen al menos a 28 individuos, lo que representa más del 80% de los fósiles humanos del Chibaniense hallados hasta la fecha, y constituye el mayor yacimiento humano del registro fósil. El carácter no accidental de este conjunto de huesos podría representar la manifestación más antigua documentada de un acto ritual 300 000 años antes que los yacimientos acreditados de Es Skhul y Qafzeh en Israel. Múltiples impactos, algunos de ellos letales, en varios de los cráneos, atestiguan la violencia de ciertas muertes, y uno de los individuos fue con certeza asesinado. Esas personas eran diestras. Hasta la fecha no se ha podido demostrar que no existiera lenguaje hablado en estos individuos, lo que haría retroceder la aparición del lenguaje a una fecha muy anterior de la evolución humana. De estatura similar a la de los neandertales, su ancha osamenta sugiere un cuerpo más pesado que el de los hombres modernos, con una menor altura.
Los fósiles presentan un estado de conservación tan excepcional que permitió extraer en 2013 y en 2016 el ADN humano más antiguo que se ha analizado hasta la fecha, a pesar de la edad de los huesos. Esta información ha posibilitado reconstruir el árbol filogenético probable entre los linajes humanos recientes, cuyo ADN ya es conocido: el hombre de Neandertal, el hombre de Denísova y el hombre moderno. Atribuidos en principio al Homo heidelbergensis, el equipo de Atapuerca cambió la clasificación en 2014. En cualquier caso, desde su descubrimiento, los individuos de la Sima de los Huesos estaban próximos de los ancestros de los denisovianos, y su linaje es el de los primeros neandertales, que vivieron en Europa durante 400 000, hasta la llegada del hombre moderno hace 50 000 años. Las excavaciones se siguen realizando todos los veranos desde 1984. A un ritmo de varios centímetros por año, todavía se esperan importantes descubrimientos.

## Descubrimiento

### Visitas recientes

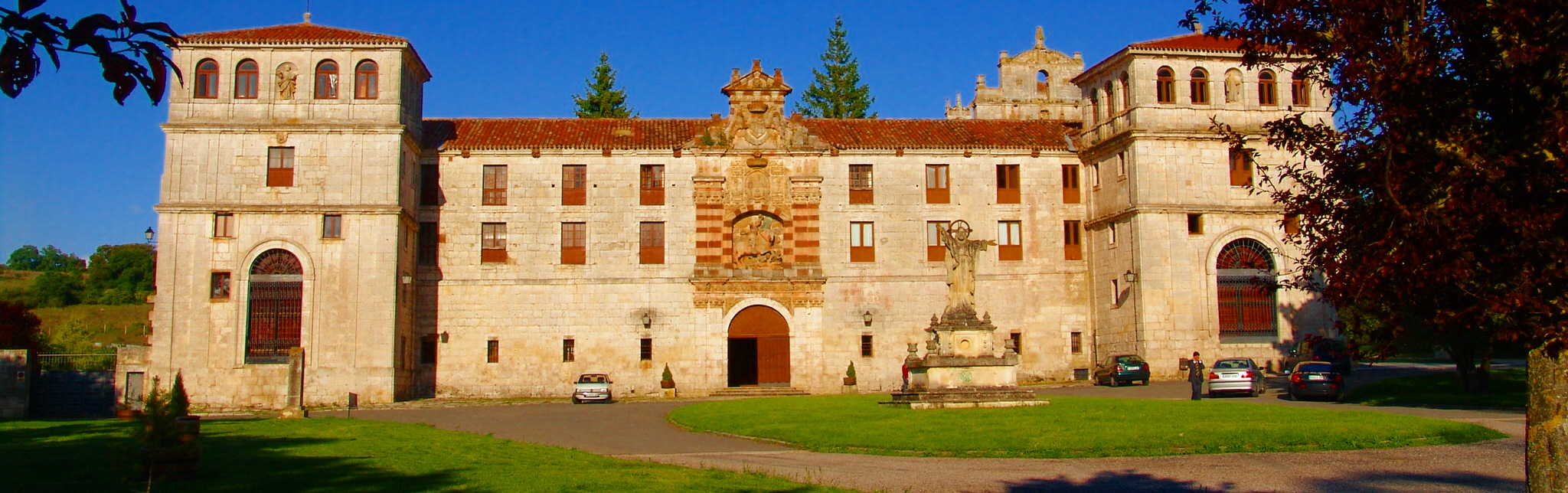
Fachada del monasterio de San Pedro de Cardeña, en Burgos.

La cueva aparece citada desde el siglo X en los documentos del monasterio de San Pedro de Cardeña (Burgos). Los visitantes llevan mucho tiempo dejando grafitis que señalan su paso, muchos de ellos en el complejo de la Cueva Mayor. La inscripción más antigua data de 1444 y está situada en la Cueva del Silo. Los ingenieros de minas Pedro Sampayo y Mariano Zuaznávar, que visitaron la cueva en 1868 y publicaron un libro en el que relataban su exploración, dijeron haber visto una inscripción que estimaron del siglo XIII, así como varios motivos que les parecieron árabes (los árabes abandonaron la región en el siglo VIII). Un bufón de la corte del rey Carlos I relató una visita de la corte a la gruta. Aunque este testimonio no es fiable, al menos demuestra que el lugar era conocido. No obstante, no hay ninguna indicación de que estos visitantes hubieran entrado también en la Sima: entonces era conocida solamente como El Silo, el pozo que da nombre a la galería que conduce hasta allí, la Galería del Silo.
La visita a la Sima de los Huesos más antigua documentada aparece en un manuscrito de 1795. Describe una visita de los habitantes del pueblo de Rubena, que llevaban cuerdas y exploraron los pozos de la cueva. Ante la ausencia de inscripciones en la Sima de los Huesos, creyeron ser los primeros en descender. Descubrieron una acumulación de huesos que inspeccionaron someramente, solo en la base del pozo, renunciando a descender por la rampa. Por el tamaño de los huesos y los dientes, pensaron que procedían de grandes animales y se llevaron algunos.
El complejo kárstico se describe en la obra de Sampayo et Zuaznavar (1868), que incluye un plano y varios dibujos de la gruta. Los autores describen con detalle la cueva, sus estalactitas y silos, pero no revisaron el silo rico en huesos por falta de medios.
En 1951, varios apasionados de la espeleología fundan el Grupo espeológico Edelweiss en Burgos y estudian la sierra de Atapuerca, donde cartografían el sistema kárstico y la Sima de los Huesos. Descubren fósiles en la Trinchera del Ferrocarril, sin autorización para efectuar excavaciones, y con medios quizás poco ortodoxos, pero bajo la dirección del paleontólogo catalán Miquel Crusafont. Algunos fueron confiscados, mientras que otros sirvieron para aprovisionar el Institut de Paleontologia Miquel Crusafont de Sabadell.

### Descubrimiento oficial

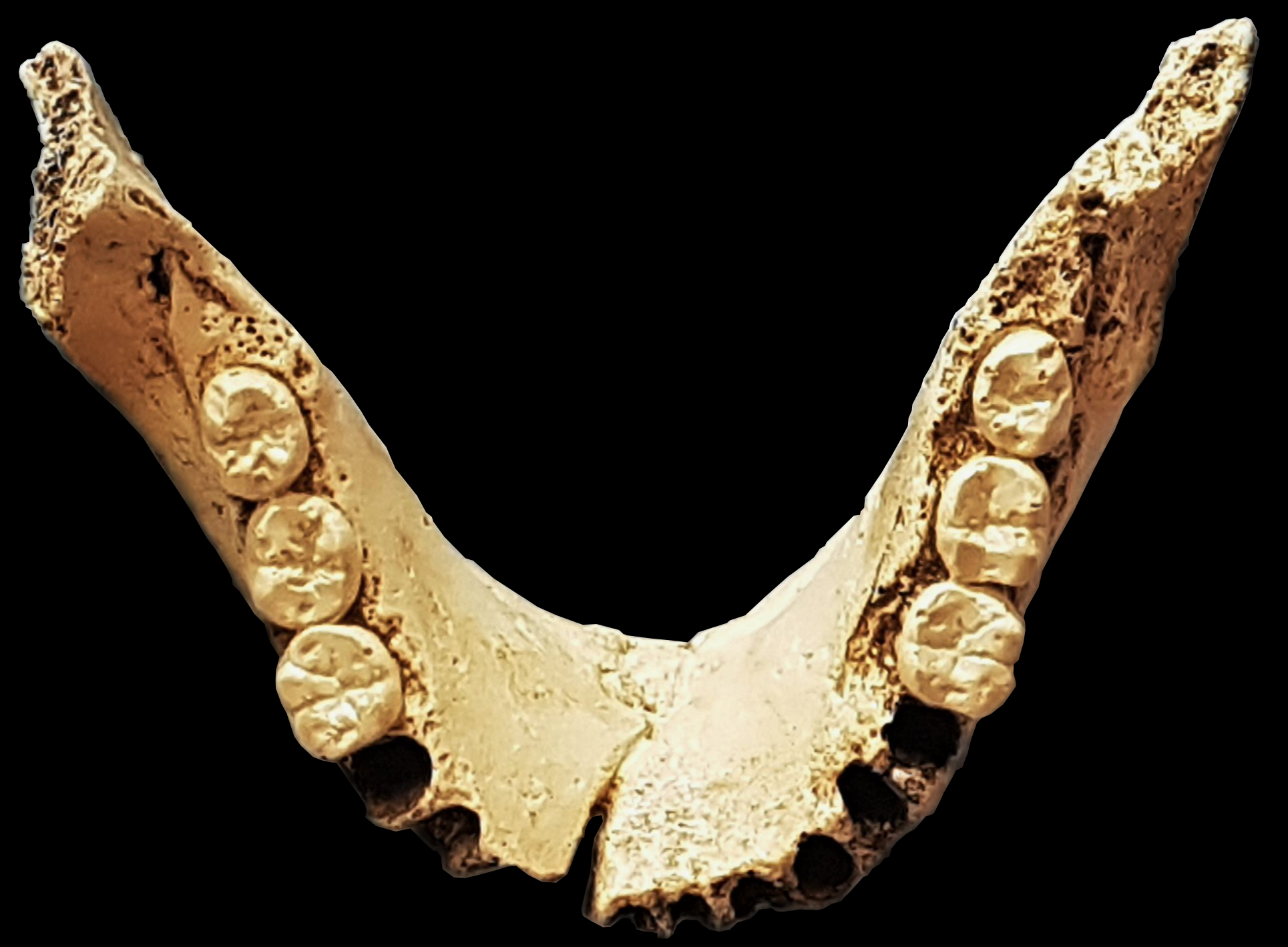
Mandíbula AT-1, primer fósil oficialmente descubierto en la Sima de los Huesos, expuesto en el Museo Geominero de Madrid.

En diciembre de 1975, el ingeniero de minas Trinidad de Torres, estudiante de doctorado, participaba en una conferencia sobre la conservación de las cuevas burgalesas. Habló de los fósiles de la Trinchera del Ferrocarril con miembros del grupo Edelweiss, y estos le invitaron a organizar una expedición en el verano siguiente. La campaña comienza en agosto de 1976 en la Trinchera, donde Torres divide y renombra los sitios como Gran Dolina y Tres Simas (Galería). Torres buscaba fósiles, sin éxito hasta el 12 de agosto, cuando el grupo llega a la Sima de los Huesos. El primer fósil humano oficialmente descubierto fue una mandíbula bautizada como AT-1, encontrada por los miembros del grupo de Torres bajo una capa que contenía huesos de un ursus deningeri, ancestro del oso cavernario, lo que revelaba la gran antigüedad del sitio.
Torres se dio cuenta del enorme potencial de la cavidad: el descubrimiento de la mandíbula es tan importante como el de la mandíbula de Mauer en 1907, aunque en este caso, además, se adivinaba la posibilidad de encontrar una gran cantidad de huesos humanos, por lo que pidió una autorización para realizar excavaciones arqueológicas en la Cueva Mayor. El 25 de septiembre se hace público el descubrimiento en la prensa local, y el 28, el grupo Edelweiss cierra el cruce entre la Cueva del Silo y la Cueva Mayor, que se encuentra a pocos metros de la Sima, para evitar los pillajes. Trinidad de Torres se considera el primero que comprendió el interés de la sierra de Atapuerca. Torres todavía era doctorando y su interés se centraba en los fósiles de osos, por lo que su director de tesis, Emiliano Aguirre, organizó un grupo de estudio de Atapuerca y dirigió las investigaciones hasta su jubilación en 1990, en tanto que Torres dejó de pertenecer al equipo. La dirección de las excavaciones pasó entonces a Juan Luis Arsuaga, Eudald Carbonell y José María Bermúdez de Castro. El equipo de investigación de Atapuerca recibió el Premio Príncipe de Asturias de Investigación Científica y Técnica (1997) y el premio Castilla y León de Ciencias Sociales y Humanidades (1998).
Las excavaciones regulares de los sedimentos comenzaron en el verano de 1984. En 1987, se colocaron planchas sujetas a las paredes para proteger el suelo. Ese mismo año, se cavó un pozo entre el techo de la Sala de los Cíclopes y el suelo exterior subyacente para reducir el material necesario para trabajar y para evacuar fácilmente las piezas descubiertas. Este pozo también sirve para ventilar la zona del aven donde trabaja el equipo. Durante las primeras investigaciones, se fragmentaron bloques de arenisca para buscar fósiles. Los restos habían quedado en un agujero, en la Sala de los Cíclopes. Durante las excavaciones del 90 y el 91 se estudiaron estos restos, lo que permitió el descubrimiento de nuevos fósiles, entre otros, varios dientes pertenecientes a la mandíbula AT-1.
Junto al resto de sitios arqueológicos de la sierra de Atapuerca, la Sima de los Huesos está inscrita como Patrimonio de la Humanidad desde el año 2000.

## Descripción de la cueva

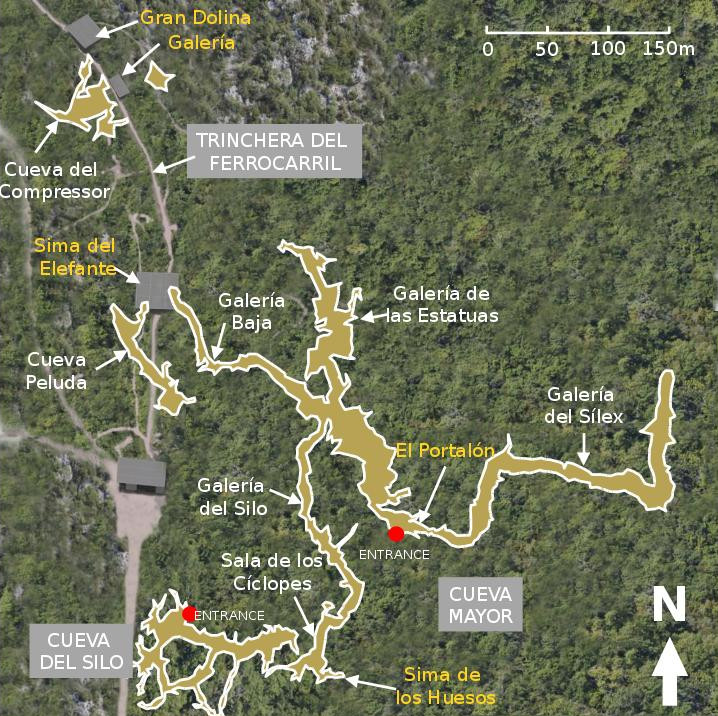
Plano de los yacimientos de la sierra de Atapuerca, con la Sima de los Huesos en el extremo sur de la Cueva Mayor

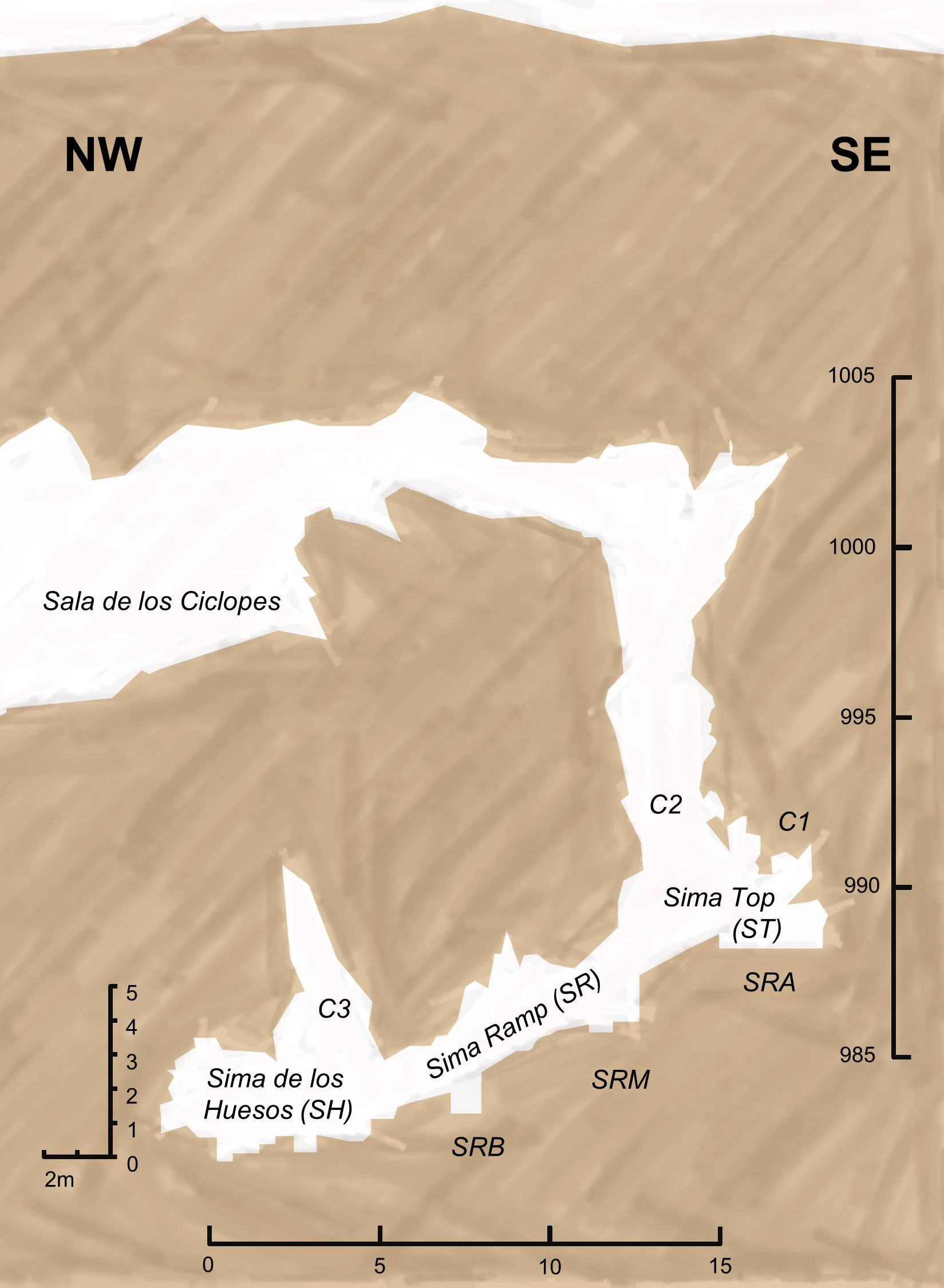
Corte longitudinal de la Sima de los Huesos con sus chimeneas, entre ellas el pozo C2, que parte de la terraza de la Sala de los Cíclopes (reproducción a partir de un escáner 3D).

### El aven de la Cueva Mayor
Actualmente, para acceder a la Sima hace falta recorrer medio kilómetro desde la entrada al complejo Kárstico principal, la Cueva Mayor. La entrada a la Sima de los Huesos está situada en la Sala de los Cíclopes. Esta sala comunicaba también con la Cueva del Silo por un estrecho conducto descubierto en 1965 durante una exploración del grupo Edelweiss de Burgos. Esta vía se cegó poco después por seguridad y para restringir el acceso a la Sima.
El estudio de las paredes de la Sala de los Cíclopes muestra que su mitad sur estuvo durante un tiempo rellena de sedimentos que fueron arrastrados durante una fase erosiva de la historia del karst. Actualmente, todavía quedan sedimentos pegados a las paredes y al techo. Estos sedimentos podrían proceder de una o varias entradas hoy desaparecidas. En la parte baja del muro sur de la Sala de los Cíclopes, un corto pasillo conduce a una pequeña sala terminada en un talud. Las medidas gravimétricas y magnetométricas indican la existencia de otra entrada. Se aprecian arañazos de oso, y, sin embargo, no se han encontrado útiles de piedra ni fósiles. La altura de los arañazos en las paredes muestra que la topografía del lugar ha cambiado poco desde la desaparición del último oso.
En el rincón sudeste de la Sala de los Cíclopes, una empinada rampa de 5 m conduce a una terraza donde se encuentra la entrada del pozo que comunica con la Sima de los Huesos. Se accede al aven por una sima de 13 m de profundidad que se abre sobre una rampa de una docena de metros. Esta pendiente desciende en dirección oeste y acaba en una sala baja de unos 27 m², coronada por un conducto vertical que se va estrechando durante varios metros hasta quedar obturado por roca arenisca.

### Estratigrafía

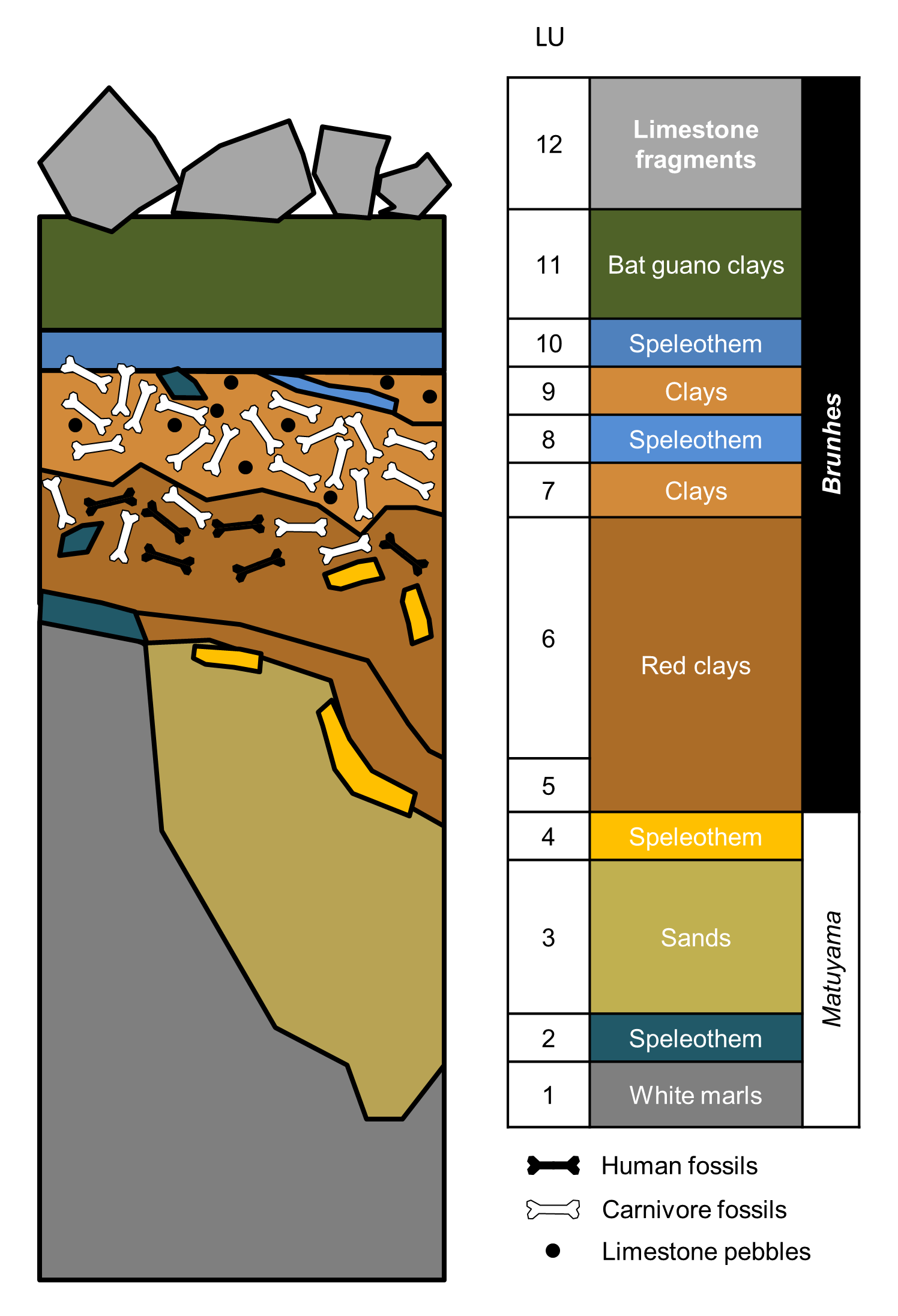
Síntesis de unidades litoestratigráficas (UL) encontradas en el lugar de las excavaciones en la Sima de los Huesos. Los restos humanos fueron descubiertos en la UL6

La litoestratigrafía de la gruta queda establecida por el estudio de los diferentes niveles de suelos estalagmíticos, numerados por unidad litoestratigráfica (UL) de abajo arriba. Sobre un suelo de marga blanca, las capas más interesantes son sobre todo la UL6, que contenía restos humanos, huesos de oso de Deninger y de otros carnívoros, y la UL7, en la que se acumulan más restos de osos.
La repartición horizontal de los huesos sugiere que fueron dispersados y rotos por osos atrapados en la cueva y por precipitaciones, que crearon cierto reajuste entre los huesos de los carnívoros y los restos humanos más antiguos. Esta hipótesis es más probable cuanto que aún pueden apreciarse arañazos en la base del pozo, como en otros ejemplos de aven, donde los osos sobrevivían a la caída y después intentaban salir.

## Dataciones
- En 1997 y 2003 se dataron muestras de suelos estalagmíticos que cubrían los restos humanos por el método del uranio-torio, y se evaluaron según su equilibrio isotópico en unos 350 000 años[31][32]

- En 2007, se dataron otras muestras de espeleotema que recubrían restos humanos por espectrometría de masas por ionización térmica y por datación uranio-torio en al menos 530 000 años[33]

- En 2014, el equipo de la excavación desvela una serie de dataciones realizadas por RPE, luminiscencia estimulada ópticamente (TT-OSL) y pIR-IR. Los resultados de estos distintos métodos convergen en una datación de la capa de sedimentos que contiene restos humanos en 430 000 años, con un índice de error mucho menor.[2][34] Esta última estimación en 430 000 años sigue en vigor desde su publicación.[20][8]

Señalemos también que el análisis del ADN mitocondrial de uno de los osos de Deninger permitió una estimación de alrededor de 409 000, según la tasa de mutación supuesta de la especie durante este periodo, a pesar de una incertidumbre de más de 200 000 años.

## El bifaz Excalibur

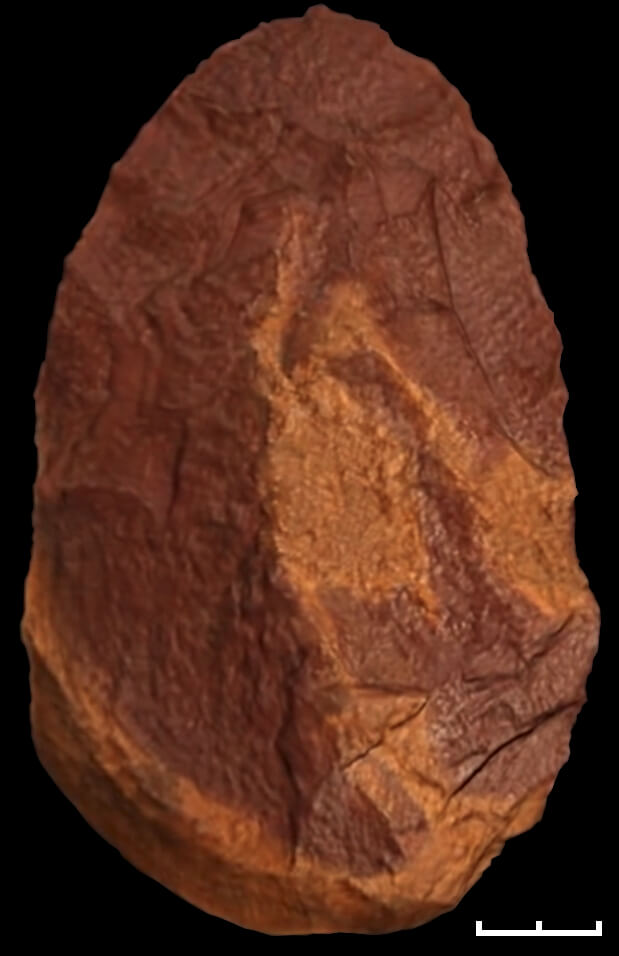
El bifaz Excalibur, única herramienta tallada que se ha encontrado en la Sima de los Huesos, hecha de cuarcita roja y amarilla, expuesta en el museo de la Evolución Humana de Burgos. Podría tratarse de una ofrenda

En la Sima de los Huesos solo se ha descubierto un artefacto, un bifaz, encontrado en 1998. Herramienta emblemática de la industria achelense, el bifaz apareció en Europa hace 500 000 años. El bifaz hallado en la Sima, llamado Excalibur por los antropólogos que la extrajeron de la roca en la que estaba incrustada desde hace 400 000 años, está tallado en un bloque de cuarcita roja y amarilla, corresponde a la tecnología identificada en la capa GIIb del sitio vecino de la Galería. Pasó una primera fase de configuración al percutor duro para darle su forma general, y por una segunda fase al percutor blando para el acabado de los bordes convexos distales. Su medida es de 15 cm, superior a la media, y posee una simetría muy cuidada. Parece no haberse utilizado nunca, ya que siguen adheridas lascas que se originan en los bordes con los golpes del percutor. No obstante, los rastros de abrasión geológica causados por los sedimentos arenosos sobre la totalidad de la superficie, y en particular, sobre la aristas y los bordes, podrían haber borrado las posibles marcas de utilización.
La ausencia de otras herramientas, así como el material y el notable aspecto general de este bifaz, plantean interrogantes sobre su cometido en la Sima. Se considera la hipótesis de que fuera colocado a título simbólico, en cuyo caso, este hecho sería el primer acto simbólico humano documentado en la historia. De todas formas, esta hipótesis sigue siendo imposible de verificar, y podemos también suponer que el bifaz llegó a la Sima por accidente.

## Restos humanos

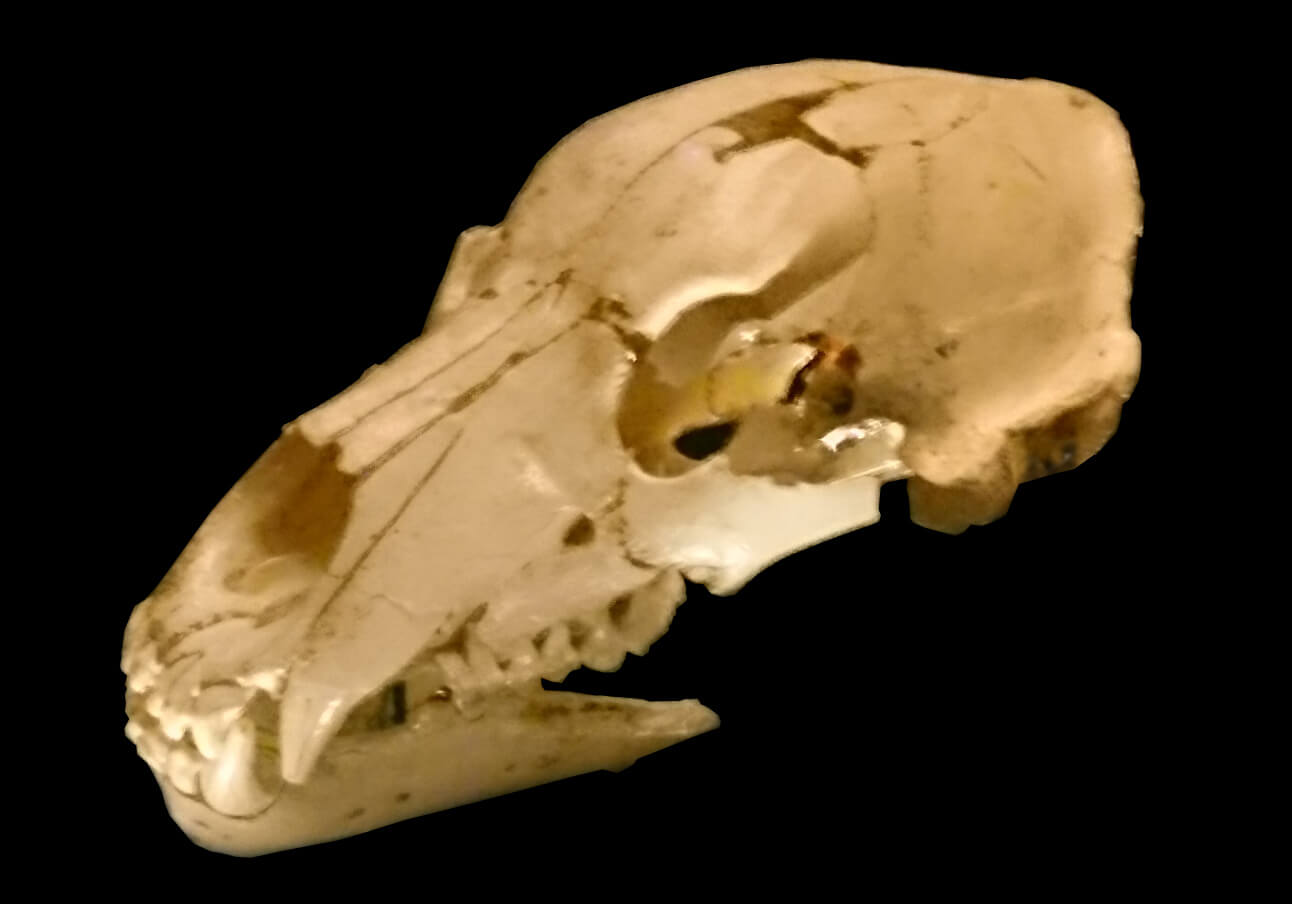
Cráneo completo de un oso de Deninger encontrado en la Sima de los Huesos y expuesto en el museo de la Evolución Humana de Burgos.

La gruta contiene unos 200 osos de Deninger, antiguos habitantes naturales de estas cuevas, pero también hay 23 zorros, 4 mustélidos, 3 felinos, un lobo y al menos 28 humanos.
En la Sima de los Huesos también hay fósiles de numerosos animales.
En 2016 se habían encontrado 6800 fragmentos óseos humanos. Todas las partes del esqueleto están representadas. Se considera que el 7% de los restos humanos fueron desplazados hacia la superficie durante las primeras excavaciones no profesionales en la Sima.
Los fósiles humanos están mezclados con los de otros muchos animales, aunque no se han encontrado fósiles de herbívoros ni herramientas líticas, a excepción del bifaz Excalibur, lo que indica que el sitio no estaba relacionado con el consumo de alimentos.
Los restos presentan numerosas fracturas que han podido ser analizadas. Los huesos no se rompen de la misma forma si el cuerpo ya se ha descompuesto y están secos que si siguen protegidos por los tejidos. El estudio concluyó que las fracturas visibles fueron en su mayoría producidas post mortem por la caída en el aven y por la presión de las capas sedimentarias superiores. Solo el 1% de los huesos presentan rastros de mordiscos como los que dejan los carnívoros. Los huesos se depositaron en un corto periodo de tiempo, ya que están junto a capas de sedimentos sin fósiles. Los restos animales y humanos no presentan estrías que apunten a que hubieran sido descarnados, al contrario que los del hombre de Tautavel, de la misma época. Por tanto, no se aprecian indicios de canibalismo en la Sima de los Huesos, y el yacimiento no parece obedecer a una causa natural.

### Demografía de los individuos identificados
Al menos 29 individuos han sido identificados en la Sima de los Huesos. Se trata de un número mínimo, ya que no todos se han ensamblado completamente. La repartición de edades y sexos de los individuos muestra que los huesos no pertenecen a cazadores que hubieran caído en el aven uno a uno por casualidad. Aparte de una ausencia notoria de individuos jóvenes, se constata un perfil de muerte natural, con un pico de mujeres adolescentes a causa de los partos, y una disminución rápida de hombres a partir de los 20 años. Uno de los individuos podría sobrepasar los 45 años de edad. La clasificación equivalente de los osos muestra lo contrario, los osos sí que cayeron en el pozo por accidente.
Repartición de los fósiles humanos de la Sima de los Huesos por franja de edad y por sexo, según una estimación de 2004

### Cráneos
La evolución humana reciente se expresa a través de las distintas características del rostro, los dientes o la forma del cráneo. Su análisis es esencial para aclarar las diferencias y similitudes con otros fósiles, e identificar mejor las etapas de la historia humana. En los individuos de la Sima de los Huesos, la morfología general de los cráneos reconstruidos apunta al de los neandertales. El arco superciliar, el prognatismo, el hueso temporal y el occipital poseen ciertos rasgos, pero el cráneo no tiene aún la forma del hombre de Neandertal: no se ve el aspecto dolicocéfalo ni el moño occipital que los caracteriza. Del mismo modo, el hombre de Neandertal tiene una estructura muy particular del oído interno, que se debe a la anchura de su base craneal y a su gran volumen. En la Sima de los Huesos solo se encuentran algunos de estos rasgos.

Cráneos 4 y 5 de la Sima de los Huesos, expuestos en el museo de la Evolución Humana de Burgos
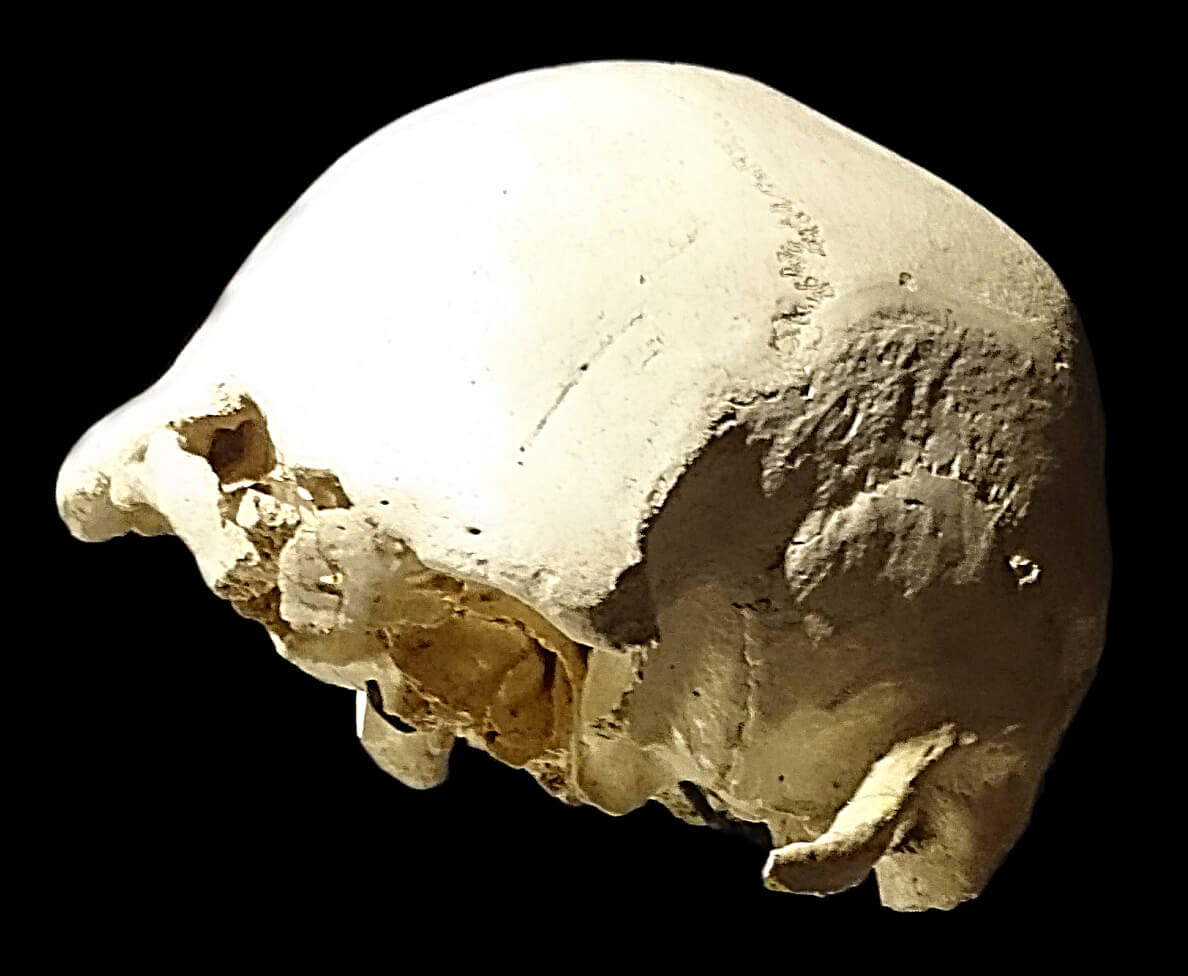
Cráneo 4 en ángulo de tres cuartos
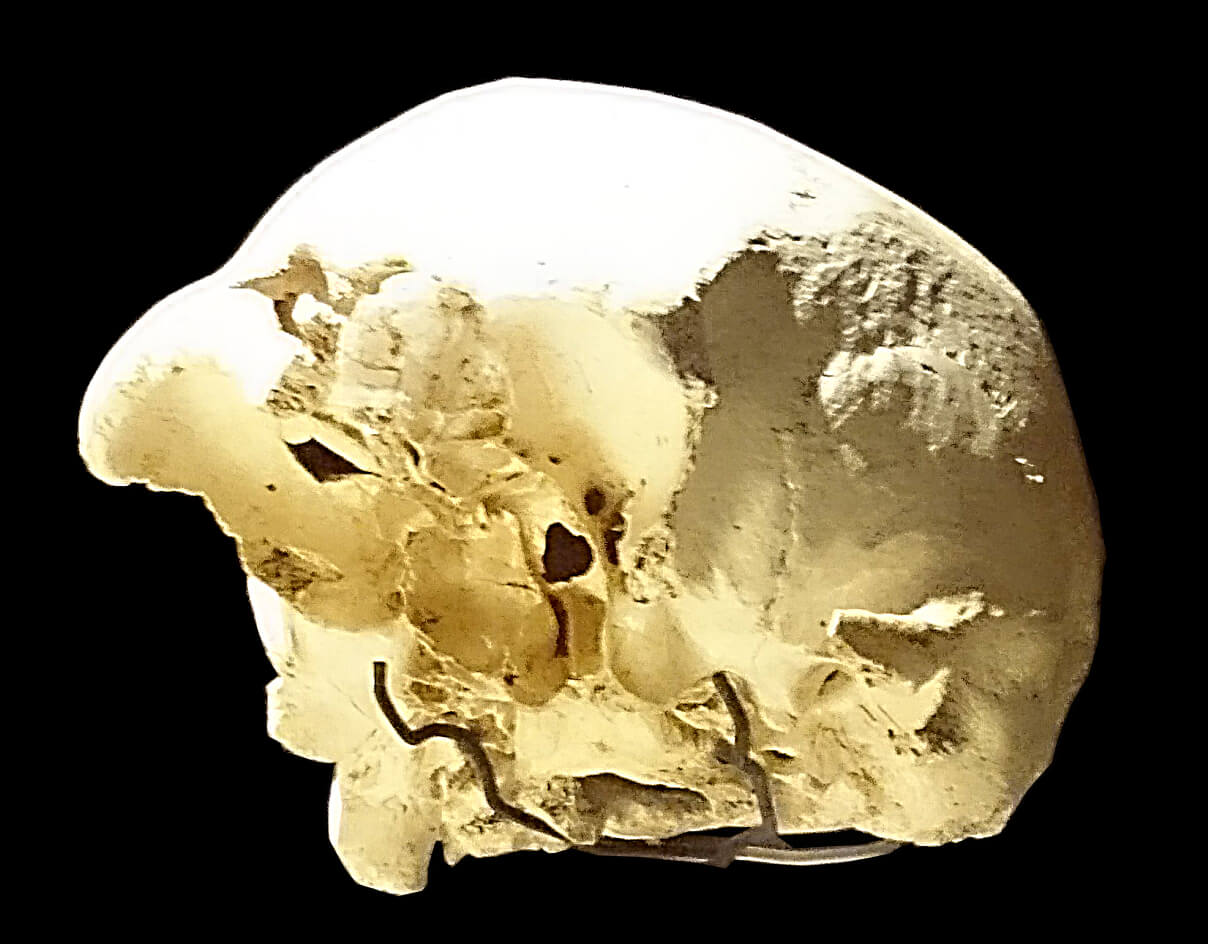
Cráneo 4 en ángulo de tres cuartos en contrapicado
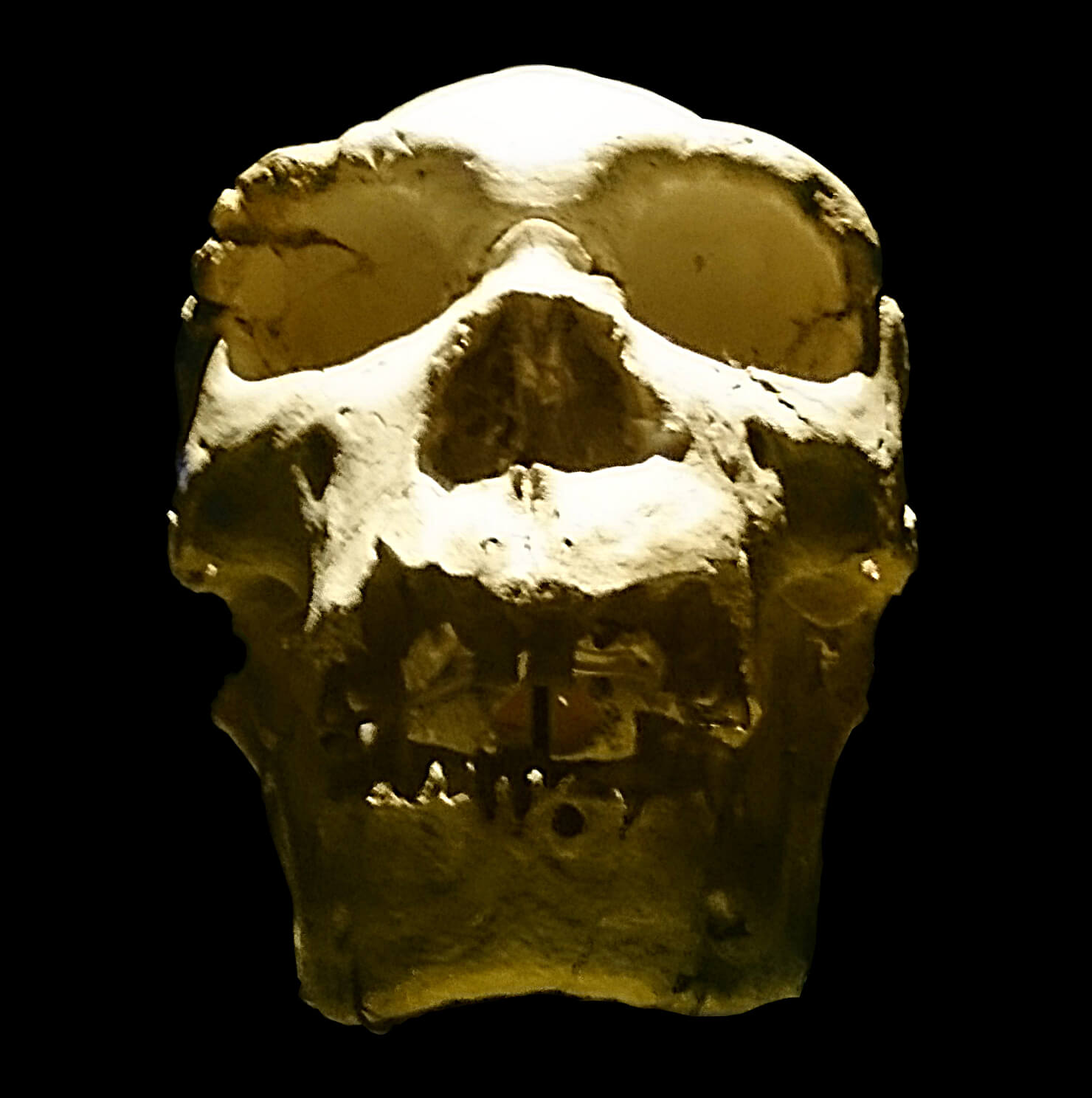
Cráneo 5, llamado Miguelón, de frente
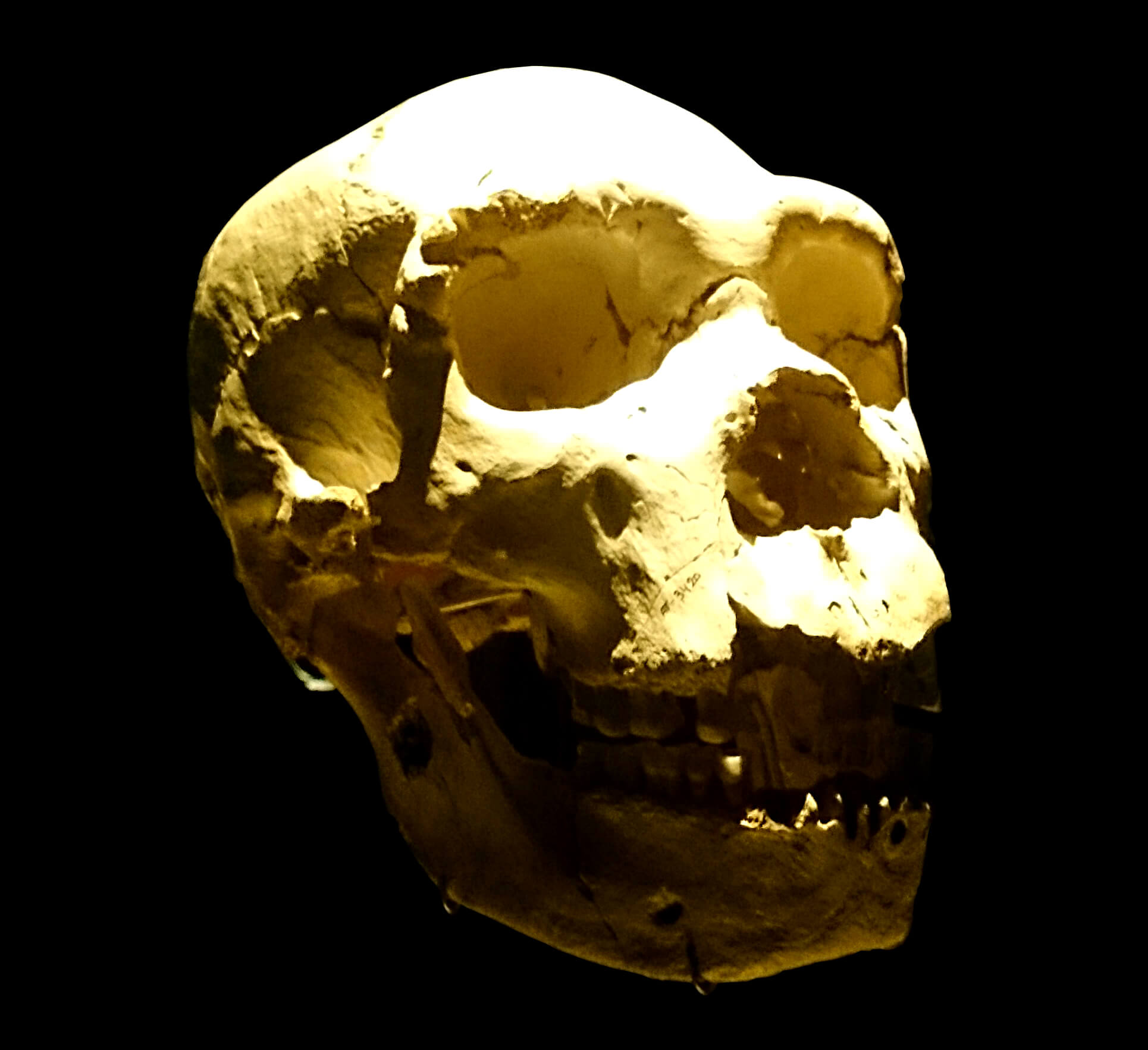
Cráneo 5 en ángulo de tres cuartos
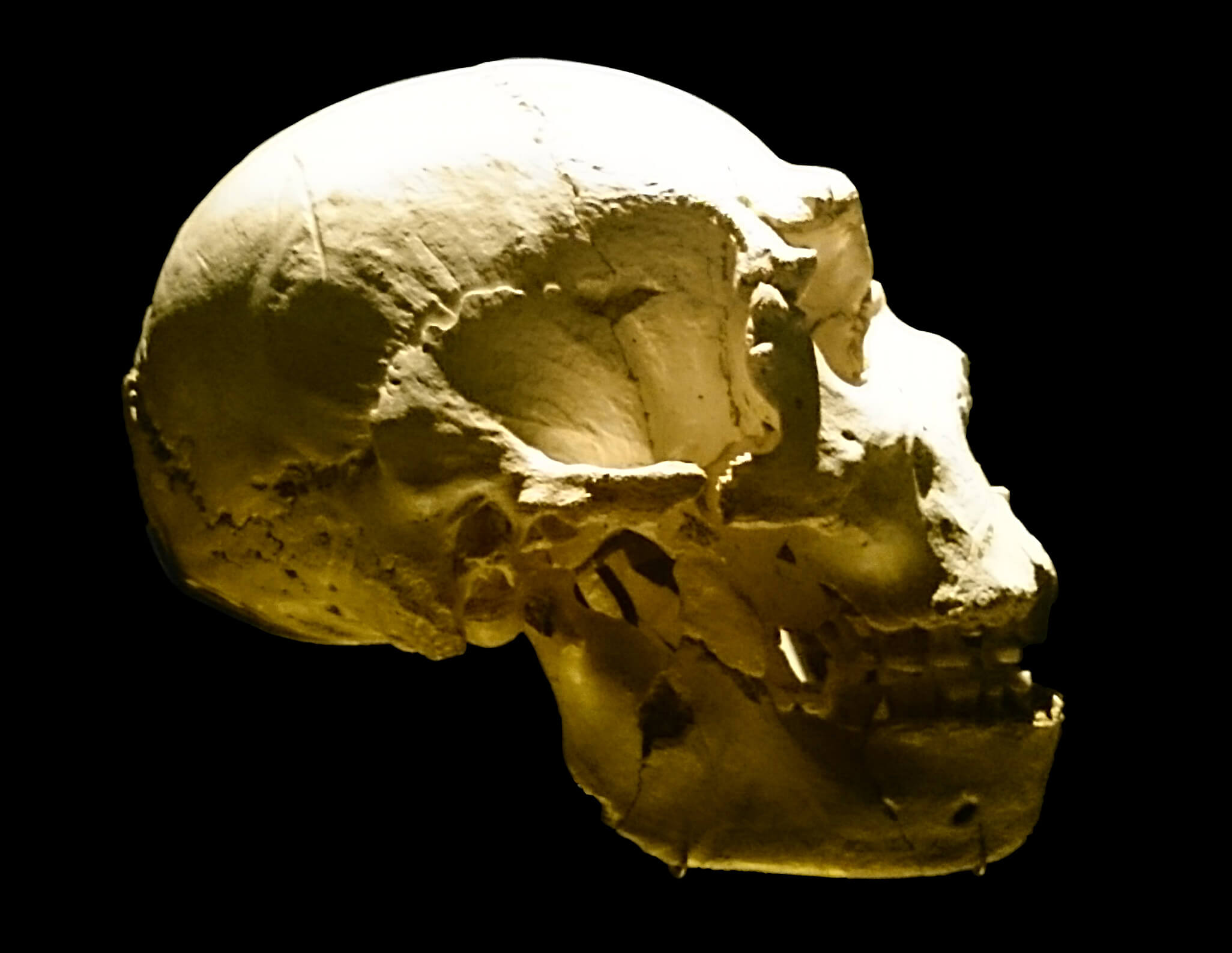
Cráneo 5, lado derecho

#### Volúmenes y cocientes de encefalización
El volumen medio de los cráneos encontrados en la Sima es de 1 232 cm³ , claramente por debajo de la media del homo erectus asiático. El cráneo 4, apodado Agamenón como el personaje de la Iliada, posee un volumen de 1390 cm³. Esta cifra es ligeramente inferior a la del hombre de Neandertal, mientras que según la pelvis 1, los homínidos de la Sima son de aspecto más fuerte. El volumen del cráneo 5 es de 1125 cm³.
Si aceptamos el peso que se deduce de la pelvis 1 y lo extrapolamos a los volúmenes craneanos mencionados para calcular el cociente de encefalización de los hombres de la Sima de los Huesos, llegamos a valores entre 3,1 y 4,0. En comparación, los neandertales tienen un cráneo más grueso y un cuerpo menos macizo, su cociente de encefalización ronda el valor 5, mientras que los hombres modernos, con volúmenes craneanos intermedios pero de cuerpo más ligero, tienen un coeficiente de encefalización de alrededor de 5,3.
Cocientes de encefalización comparados de los hombres de la Sima, los neandertales clásicos y los hombres modernos.

#### Origen violento de las fracturas en algunos cráneos

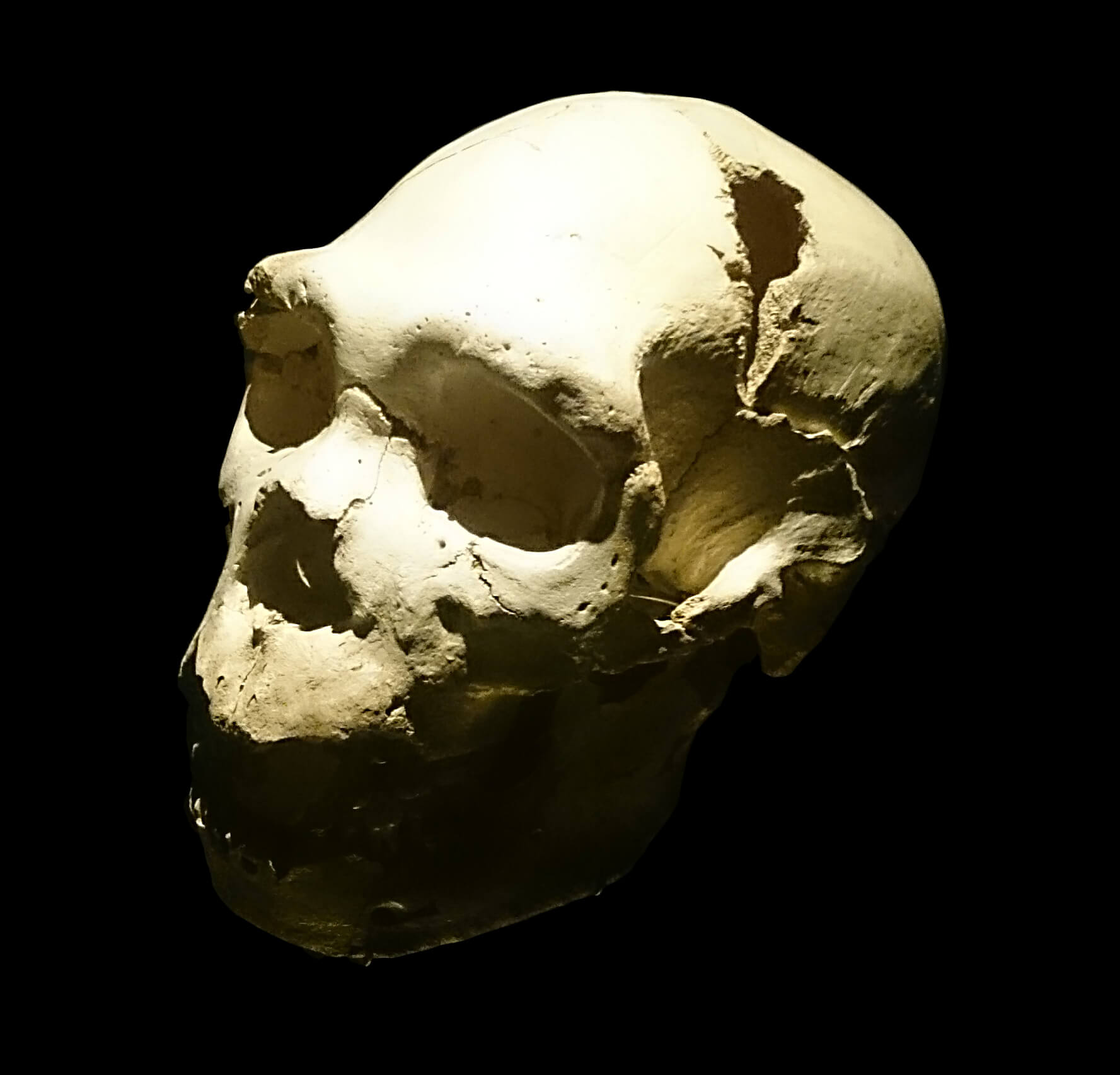
Vista del impacto sobre el hueso parietal izquierdo de Miguelón, el cráneo 5 de la Sima

Las marcas de violencia letal están bien documentadas en el Neolítico, pero son más raras en épocas anteriores. Estas marcas hablan de la competencia por el acceso a los recursos y sobre las relaciones sociales de las distintas civilizaciones de cazadores-recolectores. En 2016, de los más de 1850 fragmentos hallados, se habían utilizado más de 560 para reconstruir 17 cráneos: 5 niños, 3 adolescentes y 9 adultos. Esos cráneos presentan numerosas fracturas, la mayor parte causadas por factores tafonómicos del propio aven, otras por la caída y otras pueden considerarse huellas de violencia entre individuos. Este último caso es evidente en el cráneo 17, y probable en los cráneos 5 y 11.
El cráneo 5

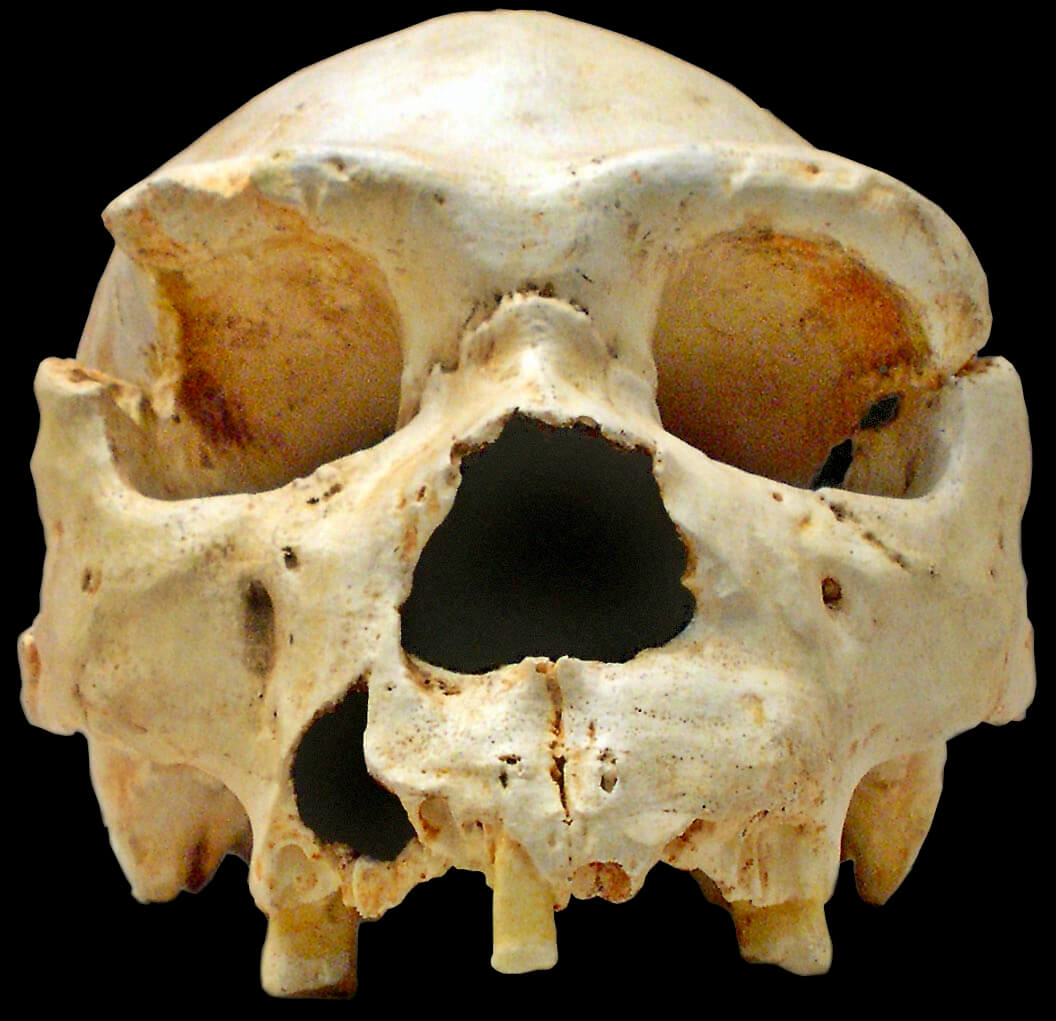
Vista frontal del cráneo 5, se aprecia una hinchazón en el maxilar izquierdo que podría haber causado una septicemia

Símbolo de Atapuerca, el fósil AT-700 es el quinto cráneo descubierto en la Sima. Fue exhumado durante la campaña de excavaciones del verano de 1992, durante el cual, el ciclista español Miguel Induráin ganó el Giro de Italia y el Tour de Francia; el cráneo recibió el nombre de Miguelón en honor al ciclista, aunque su sexo no se conoce. Es una de las piezas principales del Museo de la Evolución Humana de Burgos desde su inauguración en 2010. Se aprecia un impacto importante en el parietal izquierdo, recibido cuando el hueso no estaba seco, quizá a causa de la caída en el aven tras su muerte, o bien en vida de su propietario, en cuyo caso, según sus características, habría sido probablemente causado por otro individuo. El maxilar izquierdo presenta signos de una infección crónica que podría haber sido ocasionada por un impacto violento. Este traumatismo, junto con la infección de varios dientes fracturados, podría haber causado la muerte por septicemia. El análisis de su endocráneo por tomodensitometría muestra que era diestro. Actualmente, el Museo de la Evolución Humana tiene una cuenta en Twitter con más de 14 000 seguidores con el nombre de Miguelón, al que se puede ver también en murales pintados en la ciudad de Burgos.
Cráneo 17, un homicidio de 430 000 años

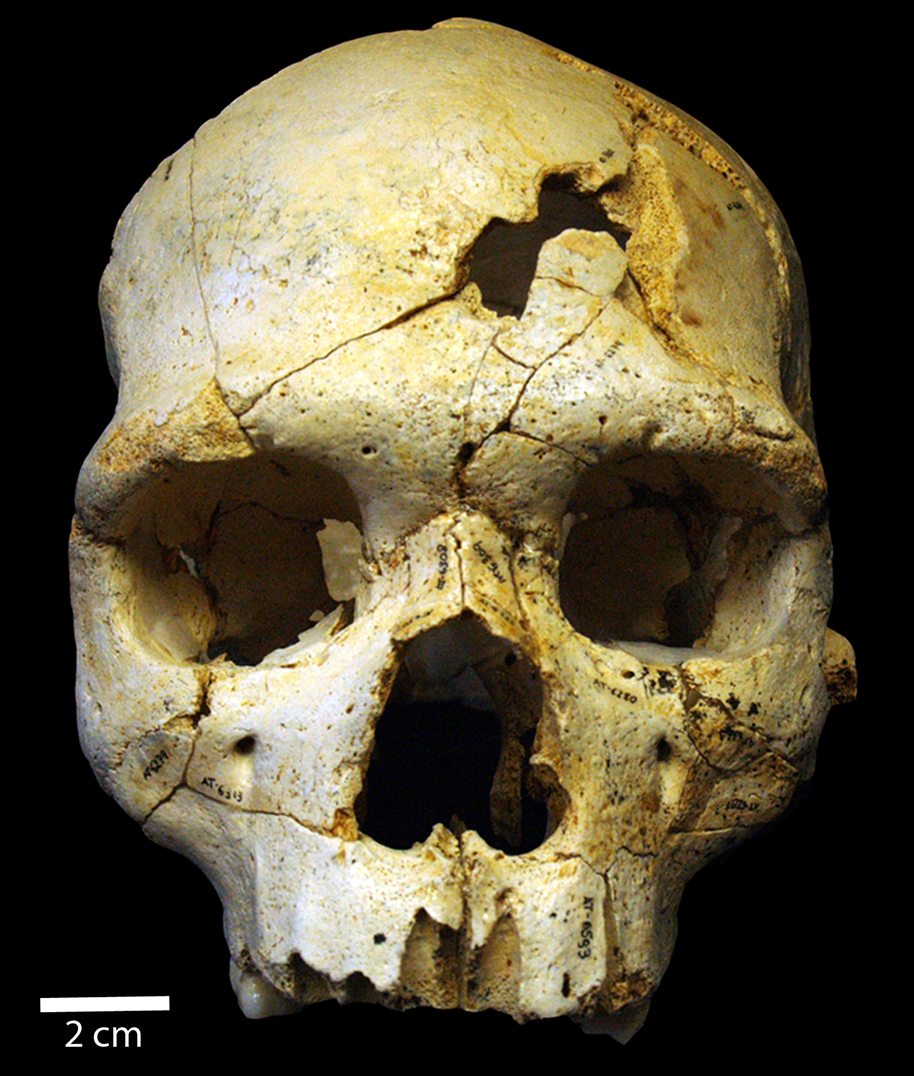
El cráneo 17, reconstituido en 2015, fue fracturado por dos impactos a los que no siguió ninguna consolidación ósea

En 2015, la reconstitución del cráneo 17 permitió identificar dos impactos en el hueso frontal, cuyo análisis revela que su causa es humana con toda certeza. Primero, un hueso fracturado se consolida si su propietario sobrevive al menos unos días. En este caso, las fracturas no presentan signos de consolidación, indicando su carácter perimortem. Además, mientras que las fracturas rectas que presenta el resto del cráneo son típicas de roturas post mortem en huesos secos y se deben sobre todo a la presión sedimentaria, los dos agujeros provocados por los impactos están bien localizados y tienen contornos suaves con pocas fracturas radiales, indicios también de un traumatismo perimortem sucedido mientras el hueso aún poseía las propiedades físicas normales. Su forma indica golpes similares, efectuados desde dos ángulos distintos, lo que sugiere dos golpes con el mismo objeto, y excluye que la causa sea la caída del cuerpo en el aven. Los factores tafonómicos del interior de la cueva, así como los numerosos osos que cayeron accidentalmente más tarde, asimismo quedan excluidos, ya que no provocaron ningún impacto visible en otros cráneos. Adicionalmente, las estadísticas muestran que los impactos desde el frente suelen estar asociados a violencias interpersonales. Igualmente se constata que los impactos están en el lado izquierdo, lo que revela que el autor era diestro. Este cráneo parece ser el vestigio más antiguo conocido de un asesinato entre dos humanos.

#### Dentición
Como en muchas especies, las características de la dentición humana tienden a evolucionar rápidamente en el tiempo. El análisis de los dientes es una fuente de valiosas informaciones para comparar a los hombres de Neandertal, de Denísova, sus ancestros y los hombres modernos. Con 533 restos dentales encontrados a principios de 2017, de los cuales 8 son dientes de leche, el equipo de Atapuerca ha tenido ocasión de publicar numerosos estudios sobre este tema. Un estudio de los primeros molares M1 muestra que son más pequeños que en los primeros hombres y de tamaño idéntico a los del hombre moderno. Más atrás en el tiempo, el homo antecessor posee primeros molares más gruesos y con motivos similares a los del homo erectus. No obstante, los motivos de las cúspides dentales, idénticos en el hombre moderno y en el de Neandertal, son distintos en la Sima de los Huesos, lo que sugiere su pertenencia a un linaje particular de los preneandertales. La forma tribosfénica de las coronas molares muestra su proximidad a los neandertales, así como algunas características propias. En general, el aspecto de los dientes en su conjunto muestra una estrecha proximidad con las características neandertalianas, más que con la mandíbula de Mauer o el hombre de Tautavel, lo que sugiere la coexistencia de varios linajes anteriores a neandertal, según un modelo de adición, y contrario a un escenario de evolución lineal. Estas características derivadas, comunes a los neandertales clásicos, favorecen el modelo de adición en la aparición del hombre de Neandertal: otros humanos del Pleistoceno Medio poseen otras características neandertalianas que no tienen los individuos de la Sima. Pero esta similitud entre la dentición de Neandertal y la de la Sima procede de una adaptación y especialización del aparato masticador antes de la aparición de otras características.

#### Preferencia manual
La preferencia manual es una característica única del hombre en el reino animal. Se ignora su origen y la razón por la que los diestros son más numerosos que los zurdos. En paleoantropología, es otro aspecto del análisis dental lo que ilustra la preferencia manual: el dibujo de la abrasión visible en ocasiones sobre los dientes anteriores. Este dibujo, formado por marcas de cortes, está documentado de forma similar en los neandertales y en los aborígenes australianos, que utilizan sus dientes como tercera mano. Si necesitan cortar un objeto, en ausencia de herramientas modernas, la sujetan con los dientes anteriores por un lado y la estiran con una mano desde el otro. De esta forma, la mano dominante puede cortar el objeto cerca de los dientes con una herramienta de piedra tallada, rayando ocasionalmente el esmalte. La orientación de estos arañazos revela la preferencia manual del propietario del diente.
En el caso de los individuos de la Sima de los Huesos, esta práctica era esencial, y las marcas se encuentran incluso en un niño de entre 3 y 4 años. Desde 1988, la comparación del desgaste ha mostrado que los individuos de la Sima eran diestros en un alto porcentaje, similar al 93% de los humanos modernos. En 2009, un nuevo estudio sobre al menos 20 de los 28 individuos de la Sima constató este dato, revelando una preferencia manual de la derecha en prácticamente el 100% de los casos, atribuyendo al azar la ausencia de zurdos en una muestra tan reducida. En 2015, el análisis del dibujo que dejan las circunvoluciones cerebrales en el endocráneo fue analizada en 4 cráneos: la diferencia de irrigación nos indica la lateralidad cerebral, que se supone más importante en el hemisferio izquierdo en el caso de los diestros. Tres cráneos confirman la preferencia manual identificada en sus dientes, mientras que en el restante, la preferencia no es concluyente. No obstante, la asociación de la lateralidad cerebral con la preferencia manual sigue siendo hipotética.

#### Lenguaje

Posición del hueso hioides (en rojo) en el esqueleto humano moderno

Se puede deducir la aptitud del lenguaje por la similitud de ciertas características con las del humano actual. Por ejemplo, el conocido gen FoxP2, cuya ausencia provoca la incapacidad de formular o entender un discurso, es idéntico en los neandertales y su ancestro común con el Homo sapiens. Se concluye que el obstáculo genético no impide una gramática básica en una época temprana de la evolución humana. Es más, la elocución que posee el humano moderno exige una configuración concreta del hueso hioides en la laringe. En 2016, el registro fósil no contenía más que cinco huesos hioides, de los que dos proceden de la Sima de los Huesos. El análisis de estos dos huesos en 2008 mostró que son similares a los del hombre de Neandertal y al humano moderno, lo que hace suponer que su ancestro común tenía la misma capacidad.
Existen otros indicios menos concluyentes, como la lateralidad cerebral y la preferencia manual: las labores vinculadas al pensamiento abstracto y al habla parecen también asociadas a la lateralización. Extrapolando, imaginamos que la ausencia de preferencia manual supondría un problema a la hora de demostrar la capacidad de habla de una especie. Esta preferncia manual está demostrada asimismo en el hombre de Neandertal. Puesto que prácticamente todos son diestros, los individuos de la Sima de los Huesos no refutan estas hipótesis. No obstante, la correlación entre lateralidad cerebral y preferencia manual sigue siendo dudosa. Los endocráneos de la Sima indican la existencia del área de Broca, una sección del cerebro humano involucrada con la producción del lenguaje, pero este indicio queda debilitado por el cuestionamiento actual del modelo de áreas cerebrales en neurocirugía.

### Morfología postcraneal
Desde 1997, el análisis de los miembros anteriores (húmero, omóplato y articulación del hombro) muestra características próximas a Neandertal, lo que sugiere una gran similitud de la sima con este clado. El estudio de las cervicales, que permite prolongar 5 vértebras en el cráneo 5, muestra su carácter intermedio entre Neandertal y humano moderno.

#### Tamaño
Los huesos de los miembros inferiores muestran, como en los neandertales, una mayor robustez que los humanos recientes. Al estudiar las proporciones de los huesos largos de los miembros inferiores y superiores, podemos también calcular la altura media de los individuos de la Sima: alrededor de 163,6 cm. El mismo protocolo de análisis estima la altura media de los hombres de Neandertal en 160,6 cm. En los primeros hombres modernos identificados en Skhul y Qafzeh, la media es de 177,5 cm, siendo de 185,1 cm entre los hombres y de 169,8 cm entre las mujeres.
Estimación de la altura media de especies de homínidos a partir de sus huesos largos
A pesar del impresionante número de individuos en la Sima y el tamaño del hipodigma de Neandertal, estas muestras siguen siendo una cantidad demasiado pequeña para validar estadísticamente estas cifras a la escala de una población general, lo que aún resulta más difícil en el caso de las estimaciones de los primeros hombres modernos, en los que las muestras son más escasas. No obstante, al ampliar el análisis a otras especies, se obtienen resultados coherentes: el Homo georgicus tendría una altura media de 149 cm, algunos fósiles del Homo ergaster africano llegarían a los 166,1 cm, el Homo antecessor a 172,6 cm y la mujer de Jinniushan a 166,7 cm, lo que, según los estándares actuales, son alturas considerables. Por el contrario, ninguno de los huesos atribuibles a mujeres de la Sima y de Neandertal supera los 160 cm, lo que plantea dudas sobre el sexo del individuo de Jinniushan. El cúbito neandertaliano de la cueva de El Sidrón da una estimación de 167,2 cm, las muestras masculinas de Homo erectus asiático dan una altura de 169,1 cm, y una tibia que parece estar relacionada con el célebre cráneo de Kabwe conduce a una sorprendente altura de 181,2 cm. Estas estimaciones deben tomarse con mucha prudencia, ya que aunque la fórmula da buenos resultados, las muestras siguen siendo escasas, y en toda población se producen variaciones, con individuos mucho más altos o más bajos que la media. Sin embargo, un panorama global de las alturas muestra que eran relativamente constantes en el Pleistoceno Medio y oscilan desde un Homo georgicus bastante bajo a Neandertales de altura media y los primeros Homo sapiens mucho más altos que todos los demás, incluso con una media más elevada que la de los humanos actuales.

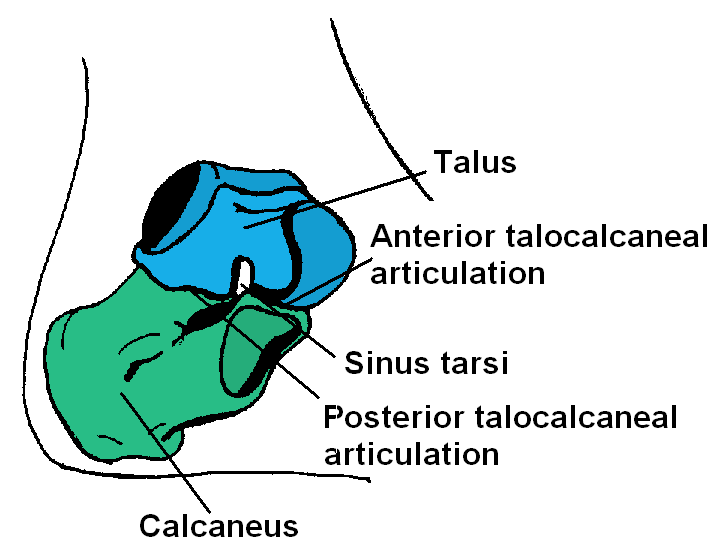
El astrágalo y el calcáneo reciben el peso del cuerpo y lo transmiten al resto del pie, de forma que su aspecto también orienta sobre la estatura general

Estas estimaciones, realizadas a partir de huesos largos de miembros inferiores o superiores, se confirman con el estudio de otros huesos menos elocuentes, como los calcáneos. Estos indican una media de 175,3 cm para los hombres y 160,6 cm para las mujeres. Los calcáneos son largos, como en los neandertales, y sugieren que el ancestro común tenía un peso considerable. Igualmente, los astrágalos indican que la altura media en la Sima es de 174,4 cm para los hombres y 161,9 cm para las mujeres, bastante coherente con el análisis precedente. Estos análisis aportan una nueva luz sobre el éxito del Homo sapiens, que resulta ser un biotipo mucho más competitivo: más alto y más ligero.

#### Corpulencia

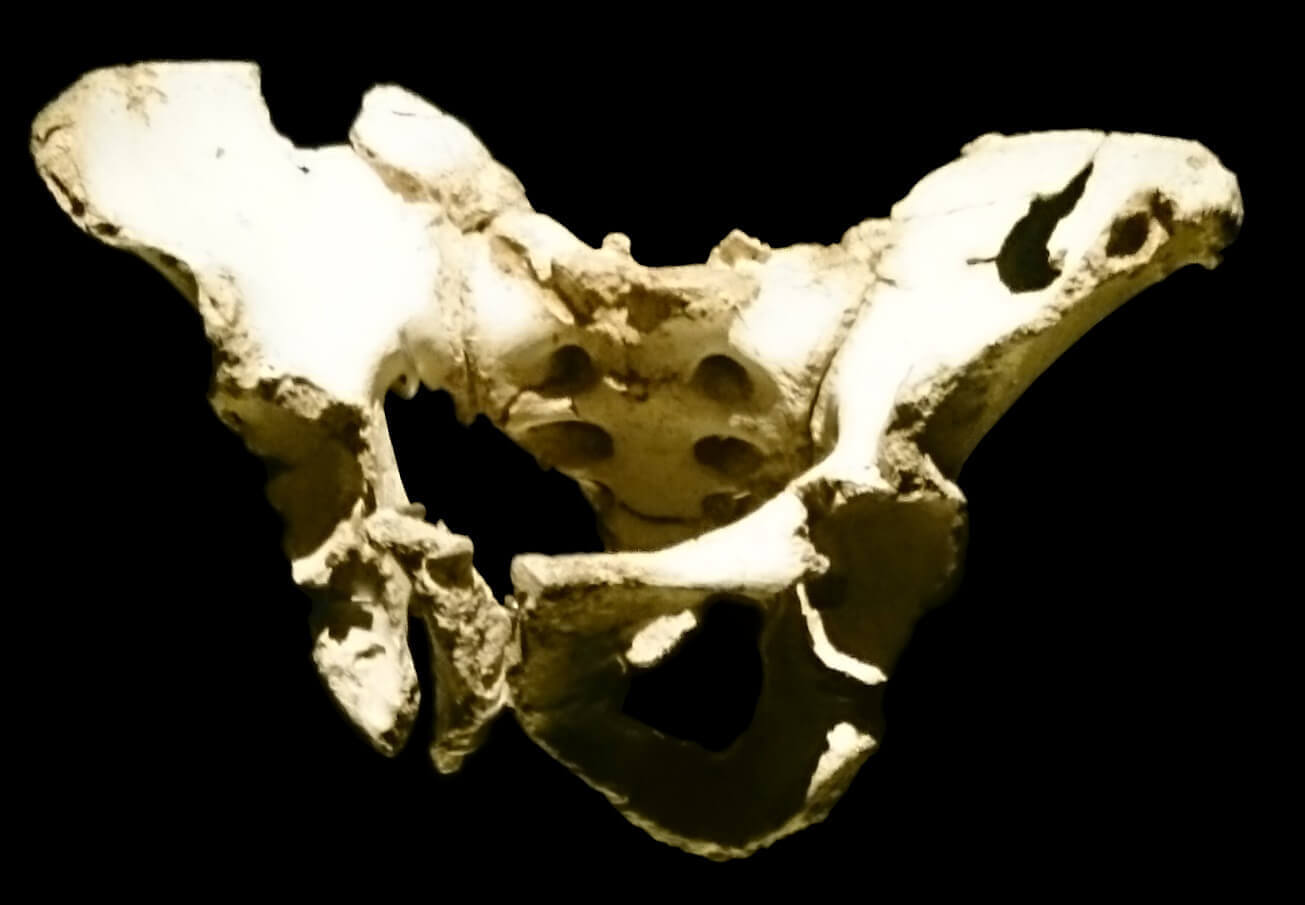
Elvis, la pelvis 1 completa de la Sima de los Huesos, en el museo de la Evolución Humana de Burgos

En 1999, con las osamentas encontradas se pudo reconstruir una pelvis completa, la pelvis 1. Esta reconstrucción fue revaluada en 2010, cuando se añadieron cuatro vértebras lumbares, lo que la convirtió en la pelvis humana mejor conservada de todo el registro fósil. La edad del homínido, a su muerte, se ha estimado en al menos 45 años. Tres fémures de la Sima podría estar relacionados con esta pelvis e indican una altura de unos 170 cm y unos 91 kg. Esta pelvis se atribuye a un hombre: los fragmentos de pelvis atribuibles a mujeres son de tamaño ligeramente inferior, lo que sugiere un dimorfismo sexual menos evidente que en el humano moderno. Las lumbares son significativamente más grandes que las del humano moderno, y un poco mayores que las de los neandertales.
Se han identificado tres patologías: entre la vértebra lumbrar L5 y la vértebra sacra S1 se ha podido apreciar una espondilolistesis que parece originada en el desarrollo. Se evidencia una clara cifosis entre las lumbares L2 y L4, y un síndrome de Baastrup entre la L4 y la L5. Según esto, el individuo debía tener problemas para moverse, excluyendo las actividades de caza. Los humanos modernos que sufren estas patologías, sienten fuertes dolores en la espalda. De hecho, a su muerte, el individuo sufría varias inflamaciones. Una causa podría ser el transporte de grandes pesos durante largas distancias. Esta pelvis recibió el apodo de «Elvis» por Elvis Presley.
Sin embargo, el análisis en 2015 de varios astrágalos revela un peso medio de 70 kg, con un margen de 10 kg, aunque este método no es el mejor para deducir el peso de un cuerpo. Aun así, comparando estos datos con el individuo de la pelvis, se concluye que en este último caso, dos pies similares debieron soportar a un individuo de unos 90 kg, de forma que la pelvis reconstituida pertenece a un individuo más corpulento que los demás. Los análisis de las vértebras, los calcáneos y los huesos largos conducen todos a una corpulencia considerable, como la de los neandertales, sin permtir una estimación de la masa.

### Estudios genéticos
A pesar de una edad de medio millón de años, las osamentas están tan bien conservadas que su propio ADN sigue siendo parcialmente identificable, lo que permite la realización de exámenes genéticos sin precedentes en una época tan temprana del hombre. Durante todos estos miles de años, los huesos se han mantenido en unas condiciones de asepsia casi ideales, ya que el enterramiento de los fósiles muy profundamente en la sierra de Atapuerca, donde el aire es seco y frío, reduce al mínimo las catálisis enzimáticas, además de que la cueva es prácticamente inaccesible.
En 2010, la genética ya reveló que cuando el humano moderno salió de África hace entre 75 000 y 50 000 años, al menos dos poblaciones de hombres arcaicos, los de Neandertal y los de Denísova, ocuparon Eurasia. En 2014, la comparación de un ADN de Neandertal y otro de Denísova también demostró que compartían un ancestro común antes de divergir hace entre 381 000 y 473 000 años. Ese mismo año, la datación de los restos humanos de la Sima de los Huesos en unos 430 000 años animó a seguir estos estudios genéticos para conocer sobre todo los vínculos de parentesco entre estos hombres arcaicos con el hombre moderno. Todos estos análisis genéticos sobre ADN fósil fueron efectuados por los equipos del fundador de la investigación del ADN fósil, Svante Pääbo, en el Instituto Max Planck de Antropología Evolutiva de Leipzig.

#### Parentesco con los hombres arcaicos
En 2013 pudo hacerse una primera secuenciación del ADN mitocondrial de un fémur de la Sima de los Huesos. Después, en 2016, un nuevo análisis permitió nuevas secuenciaciones de ADN mitocondrial e incluso del genoma, lo que en ese momento convirtió al de la Sima en el ADN humano más antiguo jamás analizado.
Estos estudios concluyeron que las muestras analizadas son de humanos preneandertal, ya que el genoma muestra un parentesco más próximo con los neandertales, como ya apuntaba el análisis morfológico. Por el contrario, tanto en los análisis de 2013 como en los de 2016, el ADN mitocondrial resulta ser sorprendentemente próximo al hombre de Denísova. Este hecho quedaría explicado si los neandertales hubieran recibido un flujo exterior de genes mitocondriales que les hubiera alejado genéticamente.
Semejante flujo de ADN mitocondrial procedería de un emparejamiento preferencial de hombres de Neandertal con mujeres de una población diferente. Esta hipótesis puede vincularse a la llegada de la cultura achelense a Europa desde África, hace unos 650 000 años, y al desarrollo de la cultura musteriense, hace unos 300 000 años. Un flujo de genes africanos también podría explicar la ausencia de caracteres morfológicos neandertales en los fósiles europeos del Pleistoceno Medio, como los del hombre de Ceprano y los de la cueva de Mala Balanica.

Ausencia de rasgos de Neandertal en otros cráneos contemporáneos
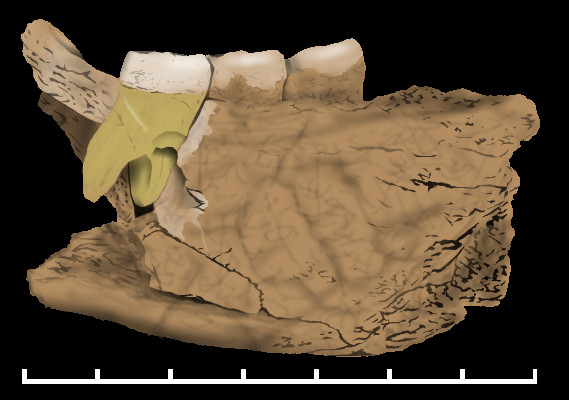
Fragmento de mandíbula de Mala Balanica (Serbia), de 400 a 500 ka
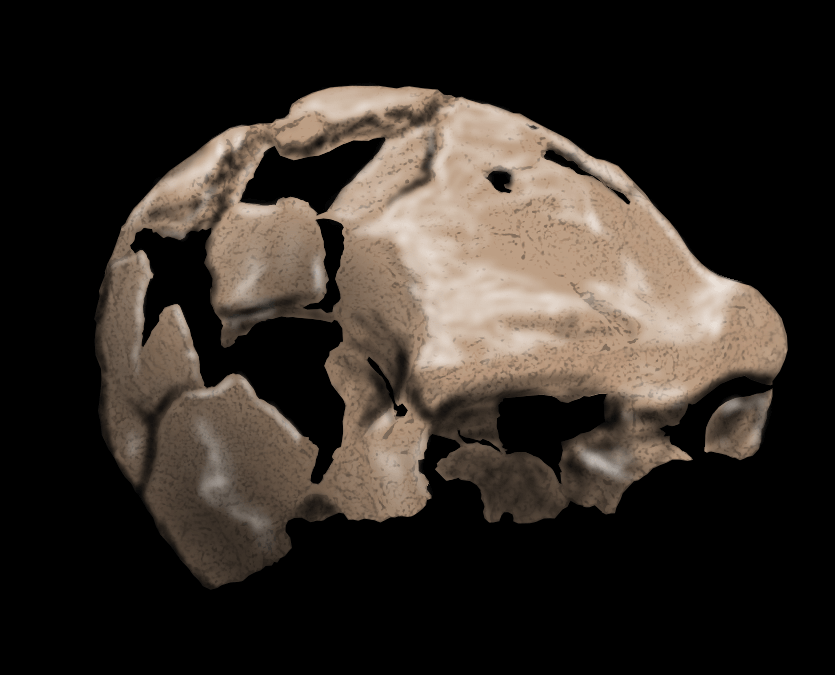
Cráneo de Ceprano (Italia), 350 ka

#### Parentesco con los hombres modernos

Hipótesis de reconstrucción de los distintos linajes humanos recientes propuesto en 2016 según el ADN encontrado en la Sima de los Huesos,

Comparando estos ADN con el genoma de un humano moderno, este estudio sugiere que la separación entre estos últimos y los humanos arcaicos, hombres de Denísova y de Neandertal, se produjo hace entre 550 000 y 760 000 años. Esta confirmación complica la atribución de los esqueletos más jóvenes de Tautavel (de 300 000 a 400 000 años) y de Petralona a su ancestro común. No obstante, se han podido establecer los vínculos entre distintos representantes del género Homo.

## Interpretaciones

### Yacimiento, ¿primer ritual funerario?
La cantidad de fósiles descubiertos, el hecho de que, según el análisis de las fracturas, los cadáveres fueran colocados en el aven antes de descomponerse, la ausencia de relación aparente con factores tafonómicos, la ausencia de signos de ocupación humana o de canibalismo, la presencia singular del bifaz y la seguridad de que al menos uno de los individuos muriera asesinado son argumentos en favor de un origen no natural: el yacimiento sería el resultado de una práctica funeraria ritual, los cuerpos habían sido arrojados en el pozo a su muerte, y el bifaz podría representar una ofrenda. Por tanto, es muy probable que la Sima de los Huesos sea el testimonio más antiguo de un acto ritual humano documentado hasta la fecha, 300 000 años antes que los indicios posteriores de esta práctica en Europa, encontrados en Skhul y Qafzeh. No obstante, el problema de esta hipótesis es que no explica porqué no se encuentra la totalidad de los esqueletos. La existencia de otra entrada, hoy desaparecida, en la Sala de los Cíclopes, no permite excluir que se depositaran los cuerpos de un grupo de víctimas de un accidente brutal, o fueran animales carroñeros los que guardaran cuerpos parcialmente descompuestos. Por tanto, a falta de más elementos, la colocación intencionada de los cuerpos sigue siendo la explicación más simple que considera el equipo de la excavación.

### Primeros neandertales
Cuando en 1976 se descubrió la Sima de los Huesos y su acumulación de huesos, el hombre de Neandertal era bien conocido. Sin embargo, se ignora su origen, dónde apareció. Puesto que solo se encuentra en Europa, ¿cuáles son sus vínculos con África, continente de origen? En cuanto al Homo sapiens, las preguntas son las mismas. De hecho, ¿se trata de especies diferentes? Se empieza a aceptar el clado Homo sapiens Neanderthalensis, pero si esos humanos son de especies distintas, ¿cuándo se separaron los dos linajes? ¿Cuál es su ancestro común y de dónde procede? Cuando Torres descubrió la Sima en 1976, la taxonomía previa al hombre de Neandertal y al Homo sapiens era poco clara: el concepto vago de Homo heidelbergensis, para el que se proponen numerosas definiciones, se convirtió en una cronoespecie por defecto para los fósiles que preceden a los neandertales. En Atapuerca, a falta de datación, las primeras publicaciones son prudentes en lo que respecta a la taxonomía. Desde entonces, el equipo ha probado la proximidad de los fósiles de la Sima con los neandertales, aún mayor que la de otros fósiles contemporáneos, a pesar de tener otros caracteres más arcaicos.
En 1997, el equipo se decidió a utilizar una nueva definición del Homo heidelbergensis para describir a los individuos de la Sima, con la intención de que la masa de fósiles aportase una mayor estabilidad a este taxón. De esa forma, Homo heidelbergensis se define como una etapa precedente a neandertal, sin ruptura de la continuidad reproductiva, de la misma forma que el Ursus deningeri representa el ancestro del Ursus spelaeus, y excluye los fósiles africanos. Sin embargo, el Homo heidelbergensis tiene numerosas definiciones concurrentes, y su holotipo, que es una única mandíbula, no permite comparar ningún otro rasgo. Un último elemento aumentó la confusión: en 2007, la datación de un espeleotema de la Sima mostró una edad de entre 530 000 y 600 000 años. La comunidad de paleontólogos se inquietó, y algunos llegaron a cuestionar esta datación, presionando para que se clasifiquen los huesos de la Sima como neandertal primitivo, con la intención de aclarar la cladística de la evolución humana: se debía clasificar como Homo neanderthalensis cualquier fósil en el que se observasen características derivadas propias de Neandertal.
El cambio se inicia en 2014, cuando el equipo de Atapuerca publica un nuevo análisis de los cráneos tras actualizar las reconstrucciones realizadas desde 1997. La publicación revela una serie de dataciones coherentes y convergentes con un depósito de 430 000 años, zanjando la cuestión. De esta forma se llega a la conclusión que se perfilaba desde hace años sobre el Homo heidelbergensis: a falta de puntos en común con la mandíbula de Mauer, no se puede utilizar este taxón para describir a los individuos de la Sima. En 2016, el análisis del genoma contribuye a armonizar las opciones principales, ya que muestra la pertenencia primaria de la Sima a la línea de Neandertal. En cuanto a la clasística, los autores de Atapuerca suscriben la afirmación de que los individuos de la Sima son los primeros neandertales, o están estrechamente emparentados con ellos. Es evidente que la aparición de una especie es progresiva, pero estos elementos permiten, en todo caso, un principio de acuerdo en las definiciones.